# La Ronde-Haye
La Ronde-Haye település Franciaországban, Manche megyében. Lakosainak száma 346 fő (2018. január 1.). La Ronde-Haye Vaudrimesnil, Ancteville, Muneville-le-Bingard és Saint-Sauveur-Lendelin községekkel határos.

## Népesség
A település népességének változása:
| Lakosok száma | 324  | 288  | 273  | 274  | 338  | 346  | 351  | 365  | 353  | 346  |
|               | 1968 | 1975 | 1982 | 1999 | 2006 | 2011 | 2013 | 2016 | 2017 | 2018 |